# Talikota
Talikota là một thị xã của quận Bijapur thuộc bang Karnataka, Ấn Độ.

## Địa lý
Talikota có vị trí 16°29′B 76°19′Đ / 16,48°B 76,32°Đ Nó có độ cao trung bình là 509 mét (1669 feet).

## Nhân khẩu
Theo điều tra dân số năm 2001 của Ấn Độ, Talikota có dân số 26.217 người. Phái nam chiếm 51% tổng số dân và phái nữ chiếm 49%. Talikota có tỷ lệ 62% biết đọc biết viết, cao hơn tỷ lệ trung bình toàn quốc là 59,5%: tỷ lệ cho phái nam là 72%, và tỷ lệ cho phái nữ là 51%. Tại Talikota, 15% dân số nhỏ hơn 6 tuổi.